# 333 (álbum)
#333 es el cuarto álbum de estudio de la cantautora mexicana Paty Cantú. Se publicó el 25 de mayo de 2018.
Se caracteriza por incursionar en los géneros del reguetón y trap latino, sin dejar de lado el tradicional pop.
De este álbum, se desprenden algunos de sus anteriores sencillos como: «Déjame ir», «No fue suficiente», «Suerte» y «Afortunadamente no eres tú» entre otros. La versión deluxe salió a la venta el 19 de octubre del mismo año, contando con temas inéditos.
En este álbum, están incluidas las participaciones de Karol G, Andrés Cepeda, Bea Miller, Pablo López, NERVO, Jesse Baez y Juhn.

## Lista de canciones
| CD  |                                                      |                                                                    |          |  |
| N.º | Título                                               | escritor(es)                                                       | Duración |  |
| 1.  | «Mariposas»                                          | Paty Cantú, Ángela Dávalos                                         | 2:59     |  |
| 2.  | «#Natural» (con Juhn)                                | Cantú, Andrés Saavedra, Jorge Hernández Quiles                     | 3:47     |  |
| 3.  | «Miento» (con Jesse Báez)                            | Cantú, Saavedra, Hernández, Oscar Mario Botello García, Jesse Baez | 3:03     |  |
| 4.  | «Vete»                                               | Cantú, Dávalos, Mats Hedström, Eric Palmqwist                      | 3:28     |  |
| 5.  | «Vuelve a respirar»                                  | Cantú, Dávalos                                                     | 4:09     |  |
| 6.  | «Amor, amor, amor»                                   | Cantú, Dávalos, Palmqwist, Daniel Volpe, Thomas Lipp               | 3:46     |  |
| 7.  | «Valiente»                                           | Cantú, Dávalos, Palmqwist, Hedström                                | 4:15     |  |
| 8.  | «Rompo contigo»                                      | Cantú, Dávalos                                                     | 3:43     |  |
| 9.  | «Cuervo»                                             | Cantú, Dávalos                                                     | 4:08     |  |
| 10. | «You Don't Get Me» (Spanish Remix) (con NERVO)       | Cantú, Dávalos, DJ Fresh, Olivia Nervo, Miriam Nervo               | 3:27     |  |
| 11. | «Si tú no lo dices» (En directo) (con Andrés Cepeda) | Cantú, Dávalos                                                     | 3:58     |  |
| 12. | «No fue Suficiente» (En directo) (con Karol G)       | Cantú, Juan Carlos Pérez Soto                                      | 3:31     |  |
| 13. | «War» (En directo) (con Bea Miller)                  | Cantú, Dávalos, Palmqwist, Hedström                                | 4:16     |  |
| 14. | «Suerte» (En directo)                                | Cantú, Dávalos                                                     | 3:08     |  |
| 15. | «Afortunadamente no eres tú» (En directo)            | Cantú, Juan Carlos Moguel, Bruno Danza                             | 2:50     |  |
| 16. | «Déjame ir» (En directo) (con Pablo López)           | Cantú, Luis Fernando Ochoa                                         | 3:35     |  |

| DVD (edición estándar) |                                                      |          |  |
| N.º                    | Título                                               | Duración |  |
| 1.                     | «Cuervo» (En directo)                                | 5:35     |  |
| 2.                     | «Si tú no lo dices» (En directo) (con Andrés Cepeda) | 3:55     |  |
| 3.                     | «No fue Suficiente» (En directo) (con Karol G)       | 3:31     |  |
| 4.                     | «Mariposas» (En directo)                             | 3:09     |  |
| 5.                     | «Miento» (En directo) (con Jesse Báez)               | 3:14     |  |
| 6.                     | «Suerte» (En directo)                                | 3:08     |  |
| 7.                     | «War» (En directo) (con Bea Miller)                  | 4:20     |  |
| 8.                     | «Afortunadamente No Eres Tú» (En directo)            | 3:43     |  |
| 9.                     | «Déjame ir» (En directo) (con Pablo López)           | 3:35     |  |
| 10.                    | «#Natural» (En directo) (con Juhn)                   | 4:14     |  |
| 11.                    | «Valiente» (Videoclip)                               | 4:53     |  |
| 12.                    | «Amor, Amor, Amor» (Videoclip)                       | 4:08     |  |
| 13.                    | «Rompo Contigo» (Videoclip)                          | 3:43     |  |

| Deluxe Edition (CD1) |                                          |                                               |          |  |
| N.º                  | Título                                   | escritor(es)                                  | Duración |  |
| 11.                  | «Cuenta Pendiente» (con Alejandro Sanz)  | Cantú, Alejandro Sanz, Saavedra, Omar Alfanno | 3:12     |  |
| 12.                  | «A Medio Paso»                           | Cantú, Dávalos                                | 4:06     |  |
| 13.                  | «Regresar el tiempo» (con Pablo Hurtado) | Cantú, Dávalos                                | 4:00     |  |
| 14.                  | «Héroes»                                 | Cantú, Dávalos                                | 3:13     |  |

| Deluxe Edition (CD2) |                                                      |          |  |
| N.º                  | Título                                               | Duración |  |
| 1.                   | «Cuervo» (En directo)                                | 4:21     |  |
| 2.                   | «No fue Suficiente» (En directo) (con Karol G)       | 3:31     |  |
| 3.                   | «Goma de Mascar» (En directo)                        | 3:05     |  |
| 4.                   | «Se Desintegra el Amor» (En directo)                 | 4:00     |  |
| 5.                   | «Miento» (En directo) (con Jesse Báez)               | 3:19     |  |
| 6.                   | «Afortunadamente No Eres Tú» (En directo)            | 2:50     |  |
| 7.                   | «Piénsalo Bien» (En directo)                         | 4:12     |  |
| 8.                   | «Clavo que Saca Otro Clavo» (En directo)             | 3:24     |  |
| 9.                   | «Si tú no lo dices» (En directo) (con Andrés Cepeda) | 3:58     |  |
| 10.                  | «Corazón Bipolar» (En directo)                       | 3:35     |  |
| 11.                  | «Suerte» (En directo)                                | 3:08     |  |
| 12.                  | «Déjame ir» (En directo) (con Pablo López)           | 3:35     |  |
| 13.                  | «Mariposas» (En directo)                             | 3:09     |  |
| 14.                  | «War» (En directo) (con Bea Miller)                  | 4:18     |  |
| 15.                  | «#Natural» (En directo) (con Juhn)                   | 4:06     |  |

| DVD Deluxe Edition |                                                     |          |  |
| N.º                | Título                                              | Duración |  |
| 16.                | «Valiente» (Videoclip)                              | 4:53     |  |
| 17.                | «Amor, Amor, Amor» (Videoclip)                      | 4:08     |  |
| 18.                | «Rompo Contigo» (Videoclip)                         | 3:43     |  |
| 19.                | «Cuenta Pendiente» (con Alejandro Sanz) (Videoclip) | 3:29     |  |
| 20.                | «Miento» (con Jesse Báez) (Videoclip)               | 3:05     |  |
| 21.                | «Mariposas» (Videoclip)                             | 3:02     |  |

### Semanales
| Listas (2018)             | Mejor posición |
| ------------------------- | -------------- |
| México Top 100 (AMPROFON) | 4              |

## Certificaciones
| País (organismo certificador) | Certificación | Unidades certificadas |
| ----------------------------- | ------------- | --------------------- |
| México (AMPROFON)             | Oro           | 30 000                |